# 英屬北美
英屬北美（英語：British North America）是指1783年美國獨立戰爭完結後仍效忠於大英帝国的北美洲英屬殖民地，當中的地區於1867年起組成加拿大自治領 ，獲得自治地位。1907年紐芬蘭自治領成立，英属北美终结。英屬北美也包括後來加入美利坚合众国的俄勒冈地区等。

## 社会
英属北美的民族成分十分复杂，除印第安人、黑人外，还有法国人、荷兰人、德意志人、瑞典人、瑞士人、爱尔兰人和英国人等。其中英国移民最多。人口在1750年时约为238.4万，其中黑人人口38.4万。阶级结构也很复杂，顶端是大商人和大种植园主，中部是小土地所有者、小工厂主、技师等，再下面是佃农、雇农、渔民、手工业者、工匠、学徒等，最底层的是契约奴隸、黑人。